# Падрецево
Падрецево (укр. Падрецеве) — село, относится к Подольскому району Одесской области Украины.
Население по переписи 2001 года составляло 34 человека. Почтовый индекс — 66333. Телефонный код — 4862. Занимает площадь 0,2 км². Код КОАТУУ — 5122986404.

## Местный совет
66333, Одесская обл., Подольский р-н, с. Станиславка